# Friedrich Amadeus Sigmund von May
Friedrich Amadeus Sigmund von May (von Rued) (* 12. Dezember 1801 in Schlossrued, Kanton Aargau; † 26. September 1883 in Bern) war ein Schweizer Privatgelehrter, Schlossherr und Autor.

## Leben und Werk
May stammte aus der Berner Patrizierfamilie May und war der jüngste Sohn des Carl Friedrich Rudolf May und der Johanna Margaretha Steiger (von Montricher) († 1843), der einzigen Tochter des letzten Schultheissen von Bern, Niklaus Friedrich von Steiger. Ein Bruder von May verstarb als Jugendlicher, ein anderer Bruder beim Bergsturz von Goldau. Mit seinen drei Schwestern lebte May bis zu seinem dreizehnten Lebensjahr in Schlossrued, wo sein Vater als Oberamtmann des Bezirks Kulm wirkte. May wurde von einem Hauslehrer unterrichtet und von seiner Mutter religiös erzogen. Er studierte an der Universität Göttingen Staatswissenschaften und reiste anschliessend durch Österreich, Ungarn, Böhmen, Sachsen, Frankreich und England, wo er sich mit deren jeweiligen Gesetzen und Verfassungen vertraut machte.
May heiratete 1827 seine Cousine Julie von May und lebte mit ihr auf Schloss Rued. Ihre einzige Tochter war Esther (1840–1899). Sie heiratete Hans von Hallwyl, der infolge der Gründerkrise auch das Schloss Rued in den finanziellen Ruin führte.
Infolge der Regeneration musste May seine Hoffnung auf eine Anstellung im Staatsdienst aufgeben. Er begann die Bibel zu studieren und veröffentlichte zahlreiche religiöse und juristische Werke. Seine Frau diente ihm als Sekretärin. 1838 übergab ihm sein Vater die Besitzungen von Rued, was May zwang, sich auch mit dem praktischen Leben auseinanderzusetzen.
May erkrankte 1840 und wurde von seinem Arzt nach Italien zur Kur geschickt, wo er sich erfolgreich homöopathisch behandeln liess. Nach seiner Rückkehr beschäftigte er sich weiter mit der Homöopathie und fing an, Kranke zu behandeln. May betrieb zudem astronomische Studien und richtete sich dafür eine kleine Sternwarte im Schloss ein. Er reiste 1857 mit seiner Frau und der Tochter nach Algerien, musste jedoch die Reise wegen seines schlechten Gesundheitszustands vorzeitig abbrechen.
Da sich May mit seinem Schwiegersohn nicht mehr verstand, verliess er 1877 Schloss Rued und lebte bis zu seinem Tod in einem kleinen Landhaus in der Nähe von Bern. May wurde auf seinen ausdrücklichen Wunsch wie seine Familienangehörigen auf dem Kirchhof von Schlossrued begraben.